# Não passarão!

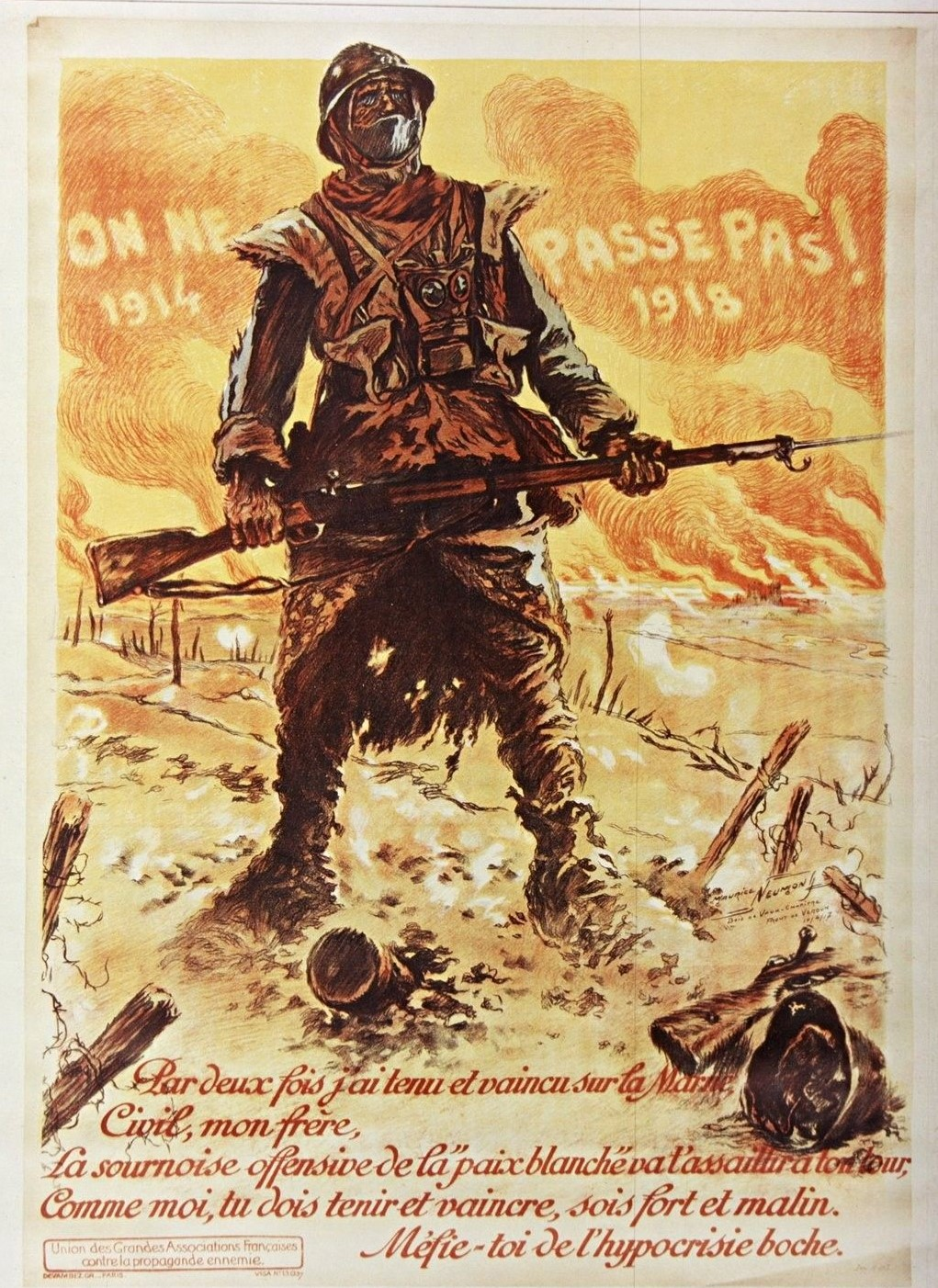
«On Ne Passe Pas!», cartaz de Maurice Neumont (1918).

«Não passarão!» (espanhol: «¡No pasarán!», francês: «Ils ne passeront pas», inglês: «They shall not pass») é um lema que expressa determinação de defender uma posição contra o inimigo. A primeira referência a seu uso remonta à Batalha de Verdun, durante a Primeira Guerra Mundial, pronunciado pelo general francês Robert Nivelle (embora alguns atribuam ao seu comandante, Philippe Pétain). Apareceu, posteriormente, em cartazes de propaganda, como de Maurice Neumont após a Segunda Batalha do Marne, com a forma «On ne passe pas!», que seria a forma adotada nos uniformes da Linha Maginot.

Mais tarde, durante a Guerra Civil Espanhola (1936–39), foi usado na Batalha de Madrid em sua famosa versão castelhana «¡No pasarán!» por Dolores Ibárruri Gómez, La Pasionaria, uma das fundadoras do Partido Comunista da Espanha, que o tirou de um cartaz produzido pelo pintor Ramón Puyol para os republicanos. O artista narra do seguinte modo o surgimento do cartaz: 
| “ | Nunca pensei que pudéssemos perder a guerra; nunca imaginei, até a última hora, quando tudo já era irremediável. Nasceu daí. Dolores Ibárrruri 'La Pasionaria' o viu e aprovou a impressão como palavra de ordem. Depois, na Segunda Guerra Mundial, o famoso cartaz e sua frase seriam também utilizados nas frentes aliadas. | ” |

O lema também foi empregado na Revolução Sandinista, quando foram bloqueadas as ruas, não permitindo a passagem da Guarda Nacional da Nicarágua pelos bairros sandinistas. Posteriormente, também foi usado no combate à agressão armada protagonizada pelo grupo denominado "Os Contras" — organizado, apoiado e financiado pelos Estados Unidos.
«Não passarão!» chegou a ser um lema internacional antifascista e ainda é usado nos círculos políticos de esquerda.
O lema de resposta da direita, «Passamos» (em espanhol, «Hemos pasado»), foi cunhado pelo general Francisco Franco quando suas forças entraram, finalmente, em Madrid, e a cantora Celia Gámez interpretou «Ya hemos pasao» (em português, «Já passamos»), ironizando o lado vencido.